# Дате (Фукусима)
Дате (яп. 伊達市 Датэ-си) — город в Японии, находящийся в префектуре Фукусима. Площадь города составляет 265,10 км², население — 62 227 человек (1 августа 2014), плотность населения — 234,73 чел./км².

## Географическое положение
Город расположен на острове Хонсю в префектуре Фукусима региона Тохоку. С ним граничат города Фукусима, Сома, Сироиси, посёлки Куними, Кори, Кавамата, Марумори и село Иитате.

## Население
Население города составляет 62 227 человек (1 августа 2014), а плотность — 234,73 чел./км². Изменение численности населения с 1980 по 2005 годы:
| 1980 | 74 186 чел. |  |
| 1985 | 74 626 чел. |  |
| 1990 | 74 200 чел. |  |
| 1995 | 73 305 чел. |  |
| 2000 | 71 817 чел. |  |
| 2005 | 69 289 чел. |  |